# 火剌札
火剌札，明朝时记载的西域城名。
火剌札，国力微弱。四周都是山，少有草木。水流曲折，也没有鱼虾。城只有一里多，都是土屋，酋长所居住的地方也很卑陋。习俗敬重僧人。永乐十四年（1416年）遣使到中国朝贡，明成祖命令所经过的地方都以礼相待。弘治五年（1492年），其地的回回怕鲁湾等从海道进贡玻璃、玛瑙诸物。孝宗不接受，赐给道里费将他们遣还。

## 延伸阅读
[在维基数据编辑]
 《欽定古今圖書集成·方輿彙編·邊裔典·火剌札部》，出自陈梦雷《古今圖書集成》
 《明史卷三百三十二》，出自《明史》